# Pradeda (Guntín)
Pradeda (llamada oficialmente Santa Eulalia de Pradeda) es una parroquia española del municipio de Guntín, en la provincia de Lugo, Galicia.

## Otras denominaciones
La parroquia también es conocida por el nombre de Santa Eulalia de Paradera.

## Organización territorial
La parroquia está formada por once entidades de población:
- Castro
- Eirexe (A Eirexe)
- Goya (Goia)
- Laxe (A Laxe)
- Lebesén
- Lemparte (Alemparte)
- Pacios
- Pozo (O Pozo)
- Quintás (Quintá)
- Veiga (A Veiga)
- Vilar dos Infanzós

## Demografía
| Gráfica de evolución demográfica de Pradeda entre 2000 y 2021 |
|                                                               |
| Datos según el nomenclátor publicado por el INE.              |